# La Cumparsita Rock 72
Originaria del barrio Villa Elvira de la ciudad de La Plata, La Cumparsita Rock 72 nació en 2001 y desde entonces ha recorrido un camino independiente, consolidándose como un referente del rock nacional. A lo largo de su trayectoria, la banda ha creado una mística única, con un público fiel que convirtió cada show en un verdadero ritual popular.
Liderada por Emiliano “Fino” Santillán (voz), la agrupación actual se completa con Enuel Gómez, Esteban Penovi, Agustín Sacconi, Diego Alba, Ulises Chiclana, Nicolás Raffino, Pablo Plaza y Juan Ardohain. Juntos conforman una propuesta poderosa y honesta, con identidad propia, que fusiona rock con matices de candombe, vals, pop, tango y folklore argentino.
Cada una de sus presentaciones es una experiencia colectiva intensa y emotiva, con localidades agotadas en recintos como el Estadio Obras, Teatro Vorterix, Niceto Club, Teatro Flores, Microestadio Atenas (que colmaron en cinco oportunidades), Estadio Centenario de Quilmes, Rock en Baradero, Abbey Road (Mar del Plata), La Trastienda, entre otros.
En el camino discográfico, editaron cuatro álbumes de estudio:
- “Todo en la estación” (2004): Primer gran hito, que los llevó a pisar escenarios nacionales y festivales importantes como Cosquín Rock.
- “El misterio de lo sencillo” (2010): Grabado en Circo Beat, afianzó el lazo con sus seguidores e incrementó su alcance.
- “Máquina de sentimientos contra el viento” (2016): Obra doble de 22 canciones, grabada en estudios de primer nivel, masterizada en EE. UU.
- “VOLAR” (2023-2024): Una obra conceptual cargada de nostalgia, emociones y pasiones, que marca un punto de madurez y evolución sonora. Su primera parte fue lanzada con un show en La Trastienda y los llevó por primera vez a Córdoba, donde presentaron el material en Sala Formosa.

Además, han lanzado varios sencillos en plataformas digitales, como “Será mi suerte”, “Luna paranoica” y “Las esquirlas”, con miles de reproducciones en YouTube y Spotify.

## Discografía

### Todo en la estación(2004)
- 1. Mi Solución
- 2. Circunvalación
- 3. Timba Nacional
- 4. Femenina de Placer
- 5. Peleando la Soledad
- 6. Una Vez Más
- 7. Nena
- 8. ¿Qué pasa?
- 9. Sólo en una Noche
- 10. Una de esas cosas
- 11. La 72

### El Misterio de lo sencillo(2010)
- 1. Un Barco en el Charco
- 2. A lo Lejos
- 3. Reggae Fumón
- 4. Puede que Haya Más
- 5. Perdimos el Tiempo
- 6. Tierra del Arte
- 7. Sinceridad
- 8. El Surco
- 9. Vicente
- 10. Otoño Amanecer
- 11. La Negra Matonga
- 12. Circunvalación (Bonus Track - pregap anterior al track 1)

### Máquina De Sentimientos Contra El Viento(2016)
CD1
- 1. Años violentos
- 2. La máquina
- 3. Rincón que alguna vez
- 4. La bestia
- 5. Medio camino
- 6. Mala mujer
- 7. Pampero
- 8. Barco enemigo
- 9. Malos tratos
- 10. Los locos

CD2
- 1. Un bosque
- 2. Pasaron las horas
- 3. Chico de papa
- 4. Amaneceres tristes
- 5. Corazón encendido
- 6. 72 Espejos
- 7. 220 Watts
- 8. Horizonte sin freno
- 9. Siempre el mismo agujero
- 10. No te dejes pisar
- 11. Recuerdos nomás
- 12. Un tango y una flor

SIMPLES
- REINA
- SERÁ MI SUERTE
- LUNA PARANOICA
- LAS ESQUIRLAS

VOLAR